# Aero 50
Aero 50 (též Aero 50 HP) byl československý automobil, který vyráběla továrna Aero (Aero - továrna letadel, Dr. Kabeš, Praha - Vysočany) v letech 1936 až 1941. Tento model byl následovníkem nejúspěšnějšího automobilu továrny Aero, kterým byl s 7 964 vyrobenými exempláři Aero 30. Typ Aero 50 konstruktéra ing. Josefa Voříška představuje vrchol automobilové produkce firmy Aero.

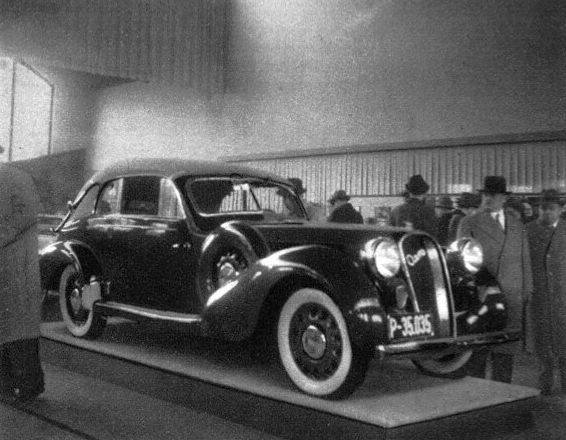
Kabriolet Aero 50 pro Hanu Benešovou (1937)

## Vznik a vývoj
Firma Aero se svými malými vozy doposud orientovala spíše k  "lidovým" vrstvám. Pocítila však, že by byl zájem o vozy ve středních a vyšších vrstvách obyvatel. Tam, ale dvouválcový málo výkonný dvoutaktní motor neměl nárok na úspěch. Konstruuje se proto motor nový, který byl použit ve zcela novém typu vozidla. Dostalo název Aero 50. S předchozím Aerem 30 jej vlastně spojoval motor (a přední náhon). Jeho zdvojením vznikl dvoulitrový řadový čtyřválec. Vůz byl označován jako "rychlý vůz pro velké cesty". Pro svou prodlouženou motorovou část byly vozy Aero 50 (i Aero 30) s mimořádně nízkou stavbu vozu a karosérie nazývány českými jaguáry. Vůz byl představen veřejnosti v říjnu 1936 na XXVI. mezinárodním autosalonu v Praze. Byly to standardní verze jako čtyřmístná limuzína se shrnovací plátěnou střechou Webasto a dvoumístný roadster na zkráceném rozvoru z 2790 na 2590 mm.

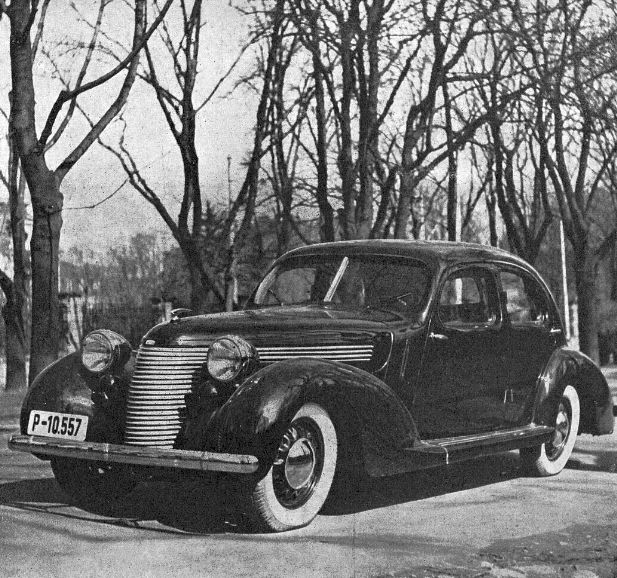
Aero 50, sedan (1939)

Z 1205 vyrobených vozů bylo kolem 90 opatřeno karoseriemi firmou Sodomka Vysoké Mýto. Vrcholným kouskem karosárny Sodomka bylo 6-9 (zdroje se liší) aerodynamických karoserií vyrobených v letech 1938-40 s označením Aero 50 Dynamik.
Vůz byl v roce 1937 pro modelový rok 1938 konstruktérskou dvojicí Nahodil-Švestka po vedením hlavního konstruktéra ing. Zdeňka Michla modernizován. Viditelnou změnou byly zakulacené blatníky, přední oblá část před chladičem a jednodílné dozadu odklápěcí víko motorového prostoru. Byla vyrobena pouze stokusová série. Vůz dostal nové brzdy a nový systém k úspoře paliva (volnoběžka). Přiměřeně byl vůz rozšířen a prodloužen (sedan měl rozvor 2940 mm). Vůz byl prodáván mimo ČSR i v Polsku, Maďarsku, Rumunsku a v pobaltských zemích. V letech 1940 a 1941 bylo vyrobeno posledních 100 automobilů Aero 50, mezi nimiž byla i jediná sanitka, kterou v roce 1940 na šasi sedanu postavila karosárna Sodomka pro zdravotní službu továrny Aero.

## Motor
Zážehový, kapalinou chlazený řadový čtyřválec (R4), dvoudobý motor bez přeplňování, zdvihový objem válců 1997 cm³ při vrtání 85,0 mm a zdvihu 88,0 mm. Při kompresi 5,2 podával výkon 35,3–36,7 kW (48–50 koní) při 3500 ot/min (výkon až 50 k dal modelu i typové označení Aero 50). S pohonem předních kol a třístupňovou převodovkou (se synchronizací druhého a třetího stupně) dosahoval vůz maximální rychlosti až 125 km/h. Spotřeba paliva (směs benzínu a oleje v poměru 40:1) byla v rozmezí 12,5–15,0 l/100 km. Právě vysoká spotřeba paliva vedla konstruktéry k tomu, že vůz opatřili zvláštním systémem automatického, elektromagnetického uzavírání přívodu paliva při jízdě s kopců. Tento systém byl úspěšně patentován, ale později byl stejně nahrazen dokonalejším systémem – podtlakovým vypínáním spojky v sacím potrubí (za příplatek). Ovládal se páčkou na přístrojové desce. Motor byl osazen jedním karburátorem Solex USHD nebo DHF a pro roadster dvěma těmito karburátory. Palivová nádrž s objemem 45 l (z nichž 5 l připadalo na rezervu) byla uložena vpředu nad motorem u dělicí příčky s kabinou. Chlazení motoru bylo kapalinou s čerpadlem a větrákem. Motor byl umístěn podélně až za přední nápravou.

## Podvozek
Vzhledem k použití "zdvojeného" motoru byl podvozek (plošinový rám) prodloužen v motorovém prostoru o cca 15 cm na rozvor 2590 mm u dvousedadlového roadsteru, resp. na 2790 mm u čtyřmístného sedanu (limuzíny). Všechna čtyři kola byla nezávisle zavěšena. Obě dělené nápravy byly kyvadlové (poloosy), přední byla odpružena jedním a zadní dvěma příčnými půleliptickými péry. Přední i zadní brzdy byly mechanické, bubnové ale záhy byly instalovány hydraulické brzdy ATE Lockheed (1938). Současně s tím byl rozšířen rozchod. Tlumiče byly vpředu kapalinové (olejové) a vzadu třecí.
Stejně jako menší Aero 30 měl i tento typ hnací ústrojí v pořadí (odpředu) rozvodovka - převodovka - motor. Díky tomuto uspořádání byl vůz ve vyšších rychlostech hůře ovladatelný anebo mu při rozjedu často prokluzovala kola. Hřebenové řízení mělo volant vlevo.

## Karoserie
V prvních letech produkce (1936-1938) byl automobil velmi podobný předchozímu typu Aero 30, ale jen do okamžiku než se upravil předek a kapota (1938-1941). Tam rozdíl nešlo přehlédnout. Vůz měl celokovovou karoserii, vyráběl se zpočátku buď jako dvoumístný otevřený roadster s rozvorem 2,59 m a délkou 3,88 m či čtyřmístný otevřený kabriolet se stahovací střechou, nebo dvoudvéřový, uzavřený sedan s rozvorem 2,79 m a délkou 4,4 m. Roadster opatřený sklopným čelním sklem měl za předními sedadly nouzové sklápěcí sedátko umístěné napříč. Limuzína nabízela čtyři pohodlná sedadla a v její standardní výbavě byla shrnovací střecha Webasto, jež kryla obdélníkový otvor ve střeše, který zasahoval až nad zadní sedadla. Modely z roku 1939 měly novou, mohutnější zaoblenou karoserii. Dvoudvéřovou limuzínu nahradila čtyřdvéřový sedan.
V roce 1936 se roadster 2+1 prodával za 25200 Kč, sportovní 2+2 za 23750 Kč, limuzína za 28600 Kč a luxusní kabriolet stál 33400 Kč. O rok později ceny vzrostly u roadsteru na 37500 Kč, u 2+2 kabrioletu na 38699 Kč a u limuzíny/sedanu na 39800 Kč. Koncem prosince 1938 představila továrna modely pro rok 1939. Dřívější dvoudvéřovou limuzínu nahradil prostorný čtyřdvéřový pětimístný sedan, který byl nabízen za 42900 Kč. Modernizovaný roadster stál 38900 Kč a luxusní čtyřmístný kabriolet 48900 Kč.
Autorem karoserií Aero byl letecký konstruktér, výtvarník a fotograf Josef Voříšek (1902-1980), ale jako velmi plodná se ukázala spolupráce s vysokomýtskou továrnou karosérií Josef Sodomka, která započala právě v roce vzniku Aera 50 resp. po ukončení automobilní výroby osobních vozů firmou Walter v roce 1935. Sodomkova firma upravovala na vozech Aero (roadstery i kabriolety) především blatníky a přední masky chladiče, produkovala tužší a kvalitnější karoserie s bohatší výbavou, čímž utvářela u aerovek dojem podstatně větších a silnějších automobilů. Nejpozoruhodnější Sodomkův model Aero 50 Dynamik měl blatníky z poloviny zakrývající přední i zadní kola. První z nich dostal Vladimír Kabeš junior od otce ke svým 21. narozeninám v lednu 1939. Jeden exemplář Aero 50 Arizona se dostal až do USA, kolem roku 1985 byl zrestaurován a zařazen do sbírek automobilního muzea Blackhawk Collection v Kalifornii. Jsou známy jen dva dochované exempláře, jeden v Kalifornii a druhý v regionálním muzeu ve Vysokém Mýtě. Luxusní Sodomkovy kreace se prodávaly až za 44500 Kč. Renovovaná Arizona byla v létě 2022 vydražena za 346 tisíc dolarů na aukci RM Sotheby´s v Kalifornii.

## Sportovní úspěchy
Roadstery Aero 50 HP se v letech 1937 až 1939 zúčastnily řady závodů a soutěží. V závodní úpravě dosahovaly rychlosti až 135 km/h. Úspěšné byly na Lochotínském, Krakonošově, Zdibském, Bohdanečském a Českobrodském okruhu, v závodě 500 km slovenských i v soutěži Malou dohodou. Už v roce 1936 na Zlínské osmě (13. května) ve sportovních vozech přes 1500 cm³ soukromý jezdec Theimer obsadil 2. místo. V roce 1937 s jedním z nich posádka Vojtěchovský-Žák obsadila celkově 37. místo v Rallye Monte Carlo (XVI. ročník), v roce 1938 (XVII. ročník) obsadil Vladimír Formánek 38. místo, v roce 1939 Formánek-Zahrádka 50. místo (XVIII. ročník) a ing. Vojtěchovský 2. místo v Rajdu Polském (10. International Rally of Poland, 1937). Sodomkovy karoserie získaly ocenění v letech 1938 a 1939 v Monte Carlu v Soutěži luxusu a elegance. V tuzemsku získaly první místo v Soutěži elegance v lázních Poděbrady, v Bohdanči (11.7.1937), v Lázních Luhačovice (14.-15.8.1937) a také Mariánských Lázních (14.8.1938).

#### 1937
Celkem 131 účastníků odstartovalo 26. a 27. ledna v různých městech Evropy, aby po projetí trati až 4134 km přijeli 30.1.od 8 do 16 hod. do Monte Carla, kde 31. a 1. 2 byly zkoušky akcelerace a brzdění, 2. 2. pak soutěž elegance a komfortu a 3. 2. dopoledne přehlídka s rozdělením cen a večer pak banket. Z Bukurešti (3.842 km, přes Cluj, Košice, Olomouc, Prahu, Frankfurt, Brusel, Paříž) odstartoval s č. 22. Formánek na Aero 30 a s č. 42. Vojtěchovský na Aero 50. Posádka Vladimír Vojtěchovský-M. Žák obsadila v celkovém pořadí 38. místo a v třídě nad 1,5 l 30. místo. O pár míst lépe s Aerem 30 skončila posádka Vladimír Formánek-P. Steinberg, celkově 34. a v třídě do 1,5 l na 8. místě. V Zimní automobilové soutěži v osobních automobilech do 2000 cm³ zvítězil V. Formánek a V. Vojtěchovský byl 5. (oba Aero 50). Soutěž se konala 21. února jižně od Prahy přes Brdy po trase Praha-Benešov-Dobříš-Králův Dvůr-Beroun-Praha.
Domácí okruhová sezóna byla zahájena 25. dubna 1937 premiérovým závodem na Zdibském okruhu 4,3 km dlouhém. V závodě na 10 kol (43 km) v třídě přes 1500 cm³ vyhrál Jan Kubíček před Vlčkem na voze Nash, o necelé 2 vteřiny před Vojtěchovským na Aero 50, který tak skončil na 3. místě, za což získal čestnou cenu dr. Kabeše jako nejlepší závodník na voze Aero. Závod sledovalo několik tisíc diváků a jako host i generál Jaroslav Čížek, předseda AKRČs.
Závod na Českobrodském okruhu (23. května, 4. ročník) se konal na zkráceném okruhu na 7,6 km (oproti předchozím ročníkům) s ostrou zatáčkou za Tismicemi. Trať vedla z Českého Brodu do Tismic, Nové Vsi a zpět do Č. Brodu. V závodě na 10 kol (76,5 km) v automobilech do 2000 cm³ zvítězil V. Vojtěchovský na Aero 50 v čase 44:27,6 min, jehož nádherná jízda vzbudila mnoho pozornosti. Vojtěchovský docílil nejlepšího času z vozů československé výroby. Na vozech Aero 50 se dále závodu zúčastnili Formánek a Štipka.

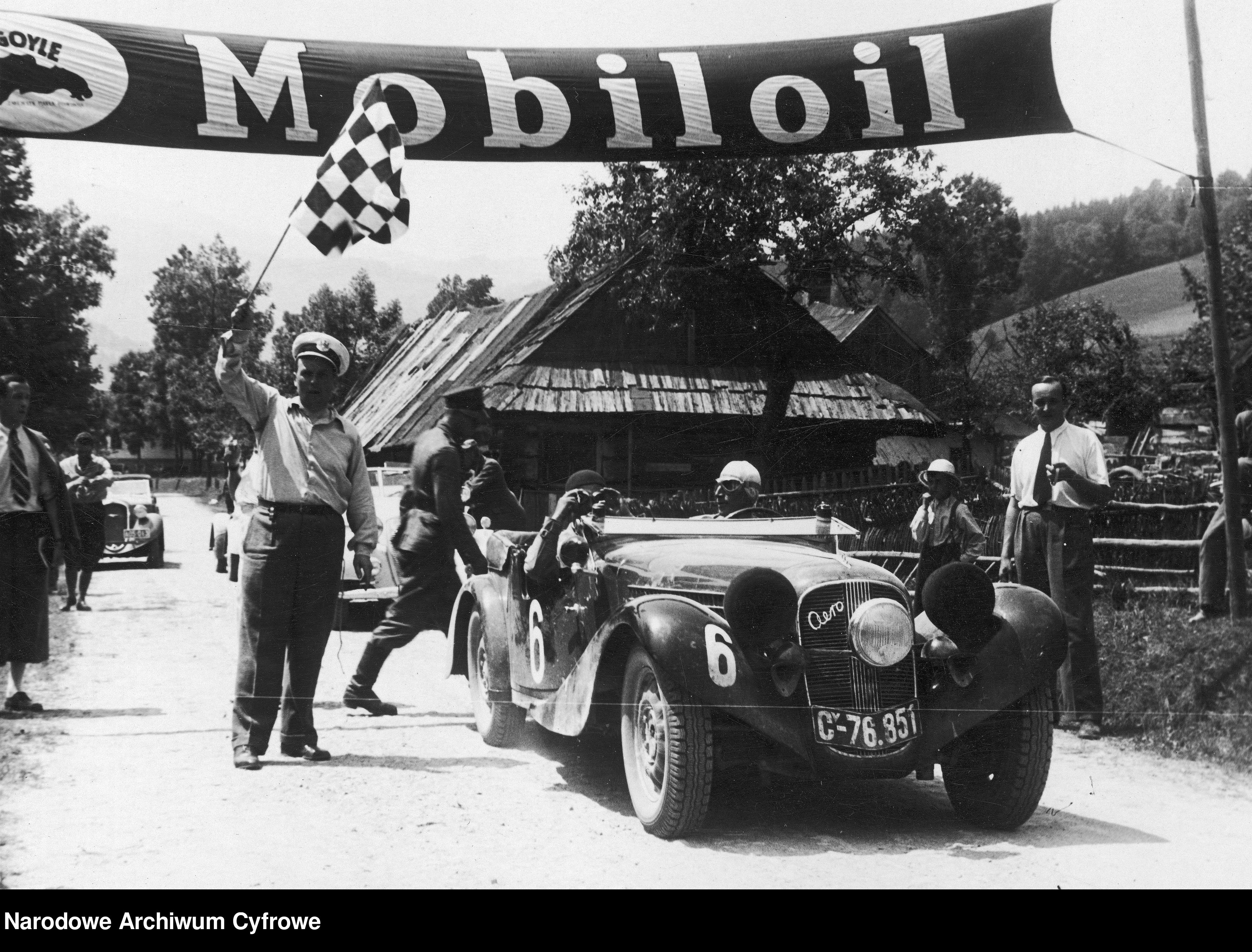
Vladimír Vojtěchovský, Aero 50, X. Rallye Poland 1937

Ve dnech 6.-11. června se Vojtěchovský s Aerem 50 zúčastnil tří etapové Polské rallye (X. Raid automobilowy, 2809 km) a v absolutní kvalifikaci obsadil 3. místě a v třídě do 2000 cm³ 2. místo za Polákem Aleksandrem Mazurkem na voze Chevrolet Master Sedan. V rychlostním závodě motocyklů a automobilů 500 km slovenských, který se uskutečnil 20. června, v třídě do 2000 cm³ zvítězil Vojtěchovský (Aero 50) v čase 5:17:22 h před B. Effenbergerem, rovněž Aero 50. Absolutním vítězem byl o 5 minut rychlejší (5:12:03 h) Jan Kubíček na Bugatti-Ford s kompresorem. Týmovou cenu dobyl team Aero v sestavě Vojtěchovský, Effenberger (oba Aero 50) a P. Steinberg (Aero 30), za což získali stříbrný věnec od pořadatele, kterým byl Slovenský motorklub Bratislava. Vojtěchovský se s Aerem 50 v červenci zúčastnil i mezinárodní Alpské jízdy v třídě do 2000 cm³. V 2. etapě však měl nehodu, kdy v prudké jízdě dostal smyk, několikrát se otočil a vyjel ze silnice, kde se zastavil až o plot selské usedlosti. Vůz byl tak poškozen, že Vojtěchovský byl nucen i s chotí jako spolujezdkyní se vzdát další jízdy. Oba vyvázli naštěstí bez úrazu.

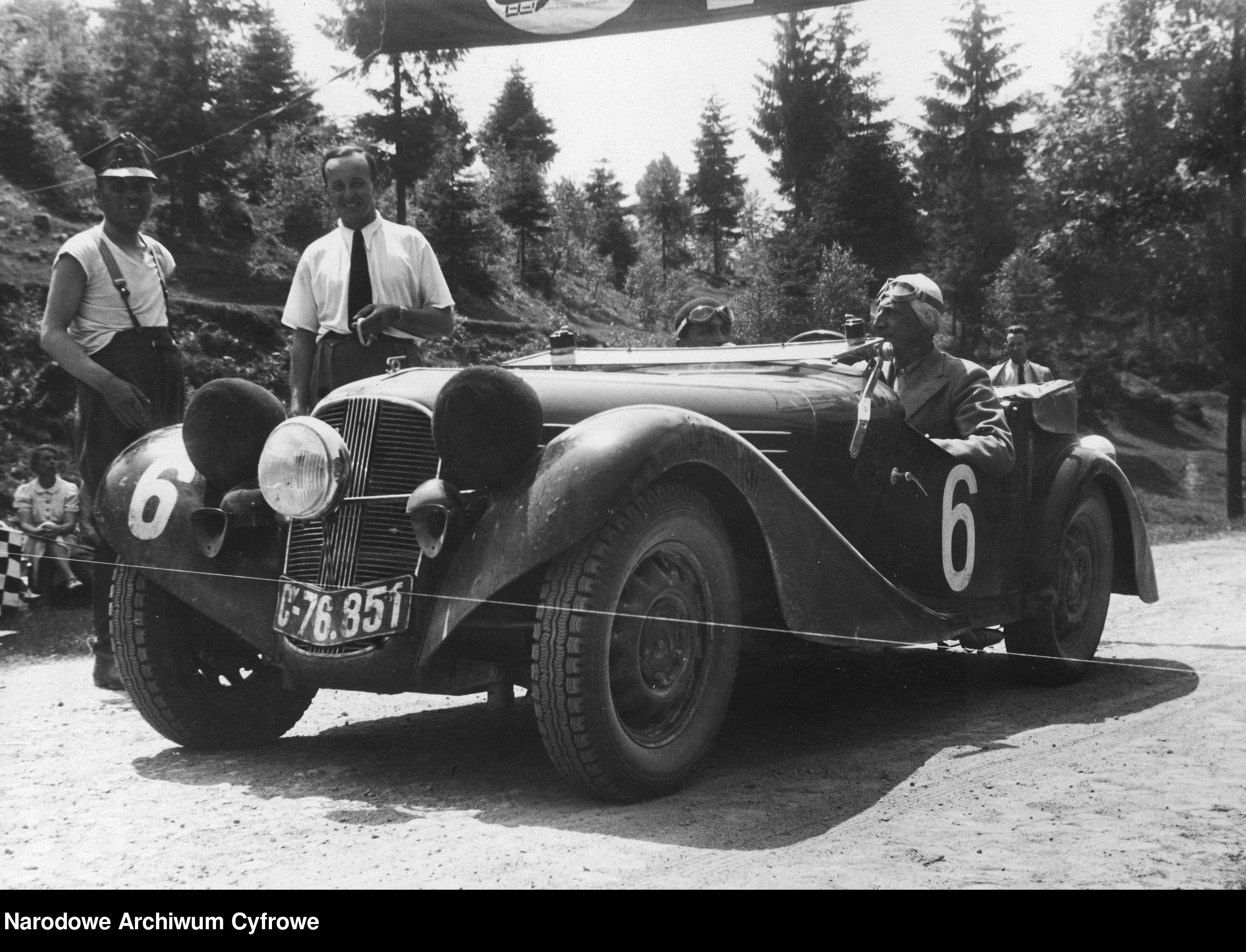
Vladimír Vojtěchovský, Aero 50, Rallye Poland 1937

Podkrkonošský závod na Krakonošově okruhu konaný 1. srpna 1937 (V. ročník) se jel jenom (oproti předchozím ročníkům) na 5 kol, tzn. závod měřil 110 km (Stará Peka-Nová Paka-Studenec-Stará Paka). V kategorii přes 1500 cm³ startující V. Vojtěchovský v 3. kole závod vzdal. Tuto třídu vyhrál Jan Kubíček na voze Bugatti s motorem Ford (osmiválec 2 262 cm³ do V s kompresorem), který v kategorii automobilů dosáhl nejlepšího času.
O týden později (8. srpna) se uskutečnil II. ročník závodu na Bohdanečském okruhu. Okruh 15 km dlouhý vedl po prašných a nepříliš kvalitních silnicích s mnoha ostrými a nebezpečnými zatáčkami. Z náměstí v Lázních Bohdaneč, kde byl start a cíl závodu, vedla traf okresními silnicemi přes Horka do Semtína, na Doubravici, Hrádek, dále k myslivně a pak po Hradecké spojovací silnici zpět do Bohdanče. V cestovních vozech do 2000 cm³ zvítězil Navrátil na Imperii před Stehlíkem na voze Praga a ing. Vladimírem Kavalierem na Aero 50.
Vojtěchovský se 22. srpna 1937 zúčastnil v Rumunsku automobilového závodu Coppa de Carpatul (Karpatský pohár). Jako jediný soutěží z ČSR obsadil s Aerem 50 4. místo, když první 3 místa obsadili jezdci na osmiválcových vozech Ford. Rychlostní závod automobilů a motocyklů uspořádala 29. srpna 1937 Liga čs. motoristů na Lochotínském okruhu u Plzně (20 kol na okruhu dlouhém 4,3 km). V tomto 5. ročníku závodu skončil F. Jánský na voze Aero 50 ve společném závodě kategorií 1100-1500 a nad 1500 cm³ (s a bez kompresoru) na 4. místě a vyhrál třídu přes 1500 bez kompresoru.
Branná motoristická soutěži Malou dohodou vedla z Prahy přes Bratislavu, Užhorod a Bukurešť do Bělehradu. K soutěži pod protektorátem Dr. Edvarda Beneše, jeho veličenstva Carola II. a Jeho Královské Výsosti prince Pavla Karađorđeviće bylo přihlášeno 88 automobilů, 10 sidecarů a 55 motocyklů. V soutěži, která se jela od 12. do 20. září 1937, v třídě do 2 l zvítězil Stanislav Kafuněk, za což obdržel čestnou cenu AKRČs., křišťálový pohár Aero-Car-Clubu jako nejlepší klubovní jezdec a nejcennější titul Vítěz soutěže Malou dohodou 1937 v automobilech do 2000 cm³. V absolutním pořadí obsadil Kafuněk 5. místo za Jiřím Pohlem na Aeru 30 (vítěz třídy do 1,1 l). V soutěži týmů zvítězil Aero-Car-Club I ve složení Nimshaus, Kafuněk, Sochor.

#### 1938
V XVII. ročníku Rallye Monte Carlo (25.-30. ledna 1938, 126 startujících ze 141 přihlášených) startoval s československým vozem pouze Vladimír Formánek. S Aerem 50 po startu hvězdicové jízdy z Bukurešti obsadil v absolutní klasifikaci 38. místo a ve třídě byl na 10. místě mezi 92 posádkami, které soutěž dokončily. Na zimní Auto-moto Military branné soutěži 13. února se jelo na trati Lysá n. L. - Mladá Boleslav - Milovice. Soutěž byla spojena s celou řadou speciálních úkolů, jako například vrhání granátů na cíl, střelba z vojenských pušek na milovické cvičné střelnici atd. V třídě do 2000 cm³ stupně vítězů obsadili jezdci na Aerech 50, ing. Kavalier, ingC. A. Janoušek a Vlad. Vojtěchovský. Ze 157 startujících cílem projelo 142 jezdců, z toho 76 na zlatou medaili. Na Zimní automobilové soutěži (27. února, 250 km), která se jela z Pardubic do Prahy, v třídě do 2000 cm³ zvítězil ingC. Janoušek (Aero 50).
Na 5. ročníku Českobrodského okruhu motocyklistů a automobilistů (24. dubna 1938, 10 kol), na okruhu dlouhém 7650 m, v automobilech přes 1500 cm³ seniorů obsadili Ladislav Mikula a Vladimír Vojtěchovský (oba Aero 50) 2. a 3. místo za Kubíčkem (Bugatti Ford Special). Na II. ročníku Zdibského okruhu (8. května) v kategorii sportovních automobilů všech tříd vyhrál Kubíček na závodním Fordu Special o 14 vteřin před Vojtěchovským na Aeru 50, který tak vyhrál třídu do 2000 cm³ v průměrné rychlosti 89,1 km/h. 4. ročník Zlínské osmy se konal 15. května. V automobilech do 2000 cm³ prvá 3 místa obsadili jezdci na Aerech 50 v pořadí ing. Janoušek, Vladimír Vojtěchovský a Ladislav Mikula.
V červnu (26.6.) se "aerovkáři" zúčastnili soutěže 500 km slovenských na silničním okruhu Bratislava-Malacky-Pernek-vrch Baba-Pezinok-Bratislava. Okruh dlouhý 100 km se jel 5x. S vozy Aero 50 odstartovali Vojtěchovský, Janoušek a Mikula, avšak ani jednomu z nich jejich stroje nevydržely a přes velkou přičinlivost jezdců museli závod vzdát. V soutěži zvítězil Formánek na voze Aero 30.

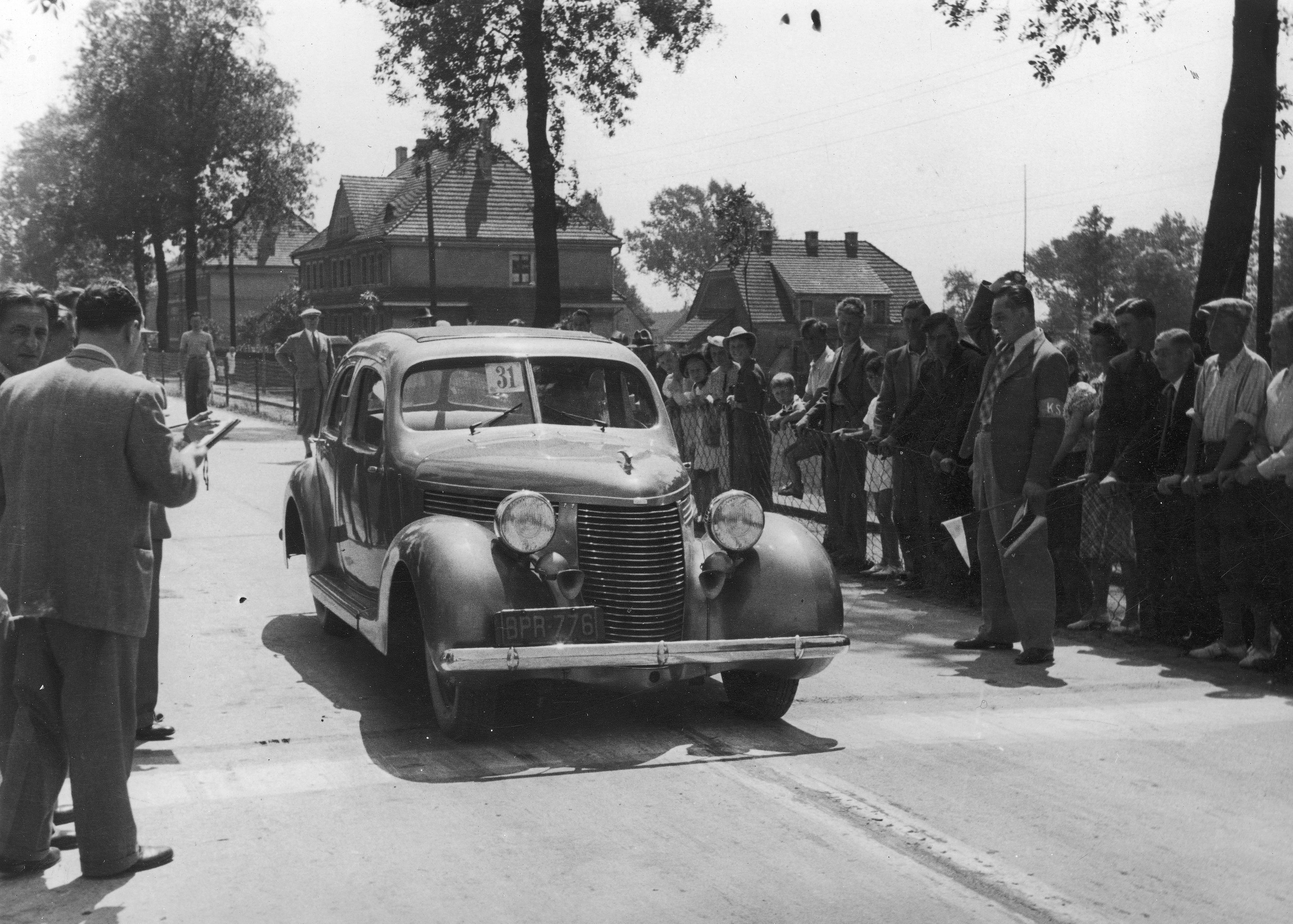
Aero 50 čtyřdvéřový sedan polského jezdce Tarnawy (Polská rallye 1939)

Na III. ročníku Bohdanečského okruhu, který se konal v neděli 7. srpna, v třídě cestovních a sportovních vozů do 2000 cm³ (8 kol, 120 km) vyhrál V. Vojtěchovský na Aero 50 před B. Hlaváčem na voze Zbrojovka Z 5. Vojtěchovský zvítězil v čase 1:13:19,8 h a dosáhl průměrné rychlosti 98,2 km/h. Poslední předválečný (6.) ročník Lochotínského okruhu se konal 28. srpna 1938 na 23 kol/98,9 km. Nejzajímavějším závodem byla společná jízda automobilů do a přes 2000 cm³. Od startu se ujal vedení Kubíček (přes 2000 cm³) následován Sojkou a Schmidtem. V pátém kole (jako obvykle na tomto okruhu) odpadl Sojka a ve vedení se střídali Kubíček se Schmidtem, na které se dotahoval Komár. Oba vedoucí jezdci postupně vzdali, Kubíček v 15. a Schmidt v 16. kole. Závod před 10000 přihlížejícími diváky vyhrál Komár před Vaníčkem oba na Bugatti a Mikulou na Aeru 50, kteří startovali v třídě do 2000 cm³. Za Mikulou dojeli Vojtěchovský a Jánský (oba Aero 50).
Sezona již v Česko-Slovensku měla být uzavřena po několikaleté odmlce automobilovou soutěží na Šumavě. Na trati soutěže dlouhé 320 km se 9. října mj. měli představit Vlad. Vojtěchovský, Otto Krattner a Vlad. Formánek na Aerech 50. Soutěž se ale v souvislosti s mnichovskou dohodou a zabráním valné části pohraničí na Šumavě nemohla uskutečnit.

#### 1939

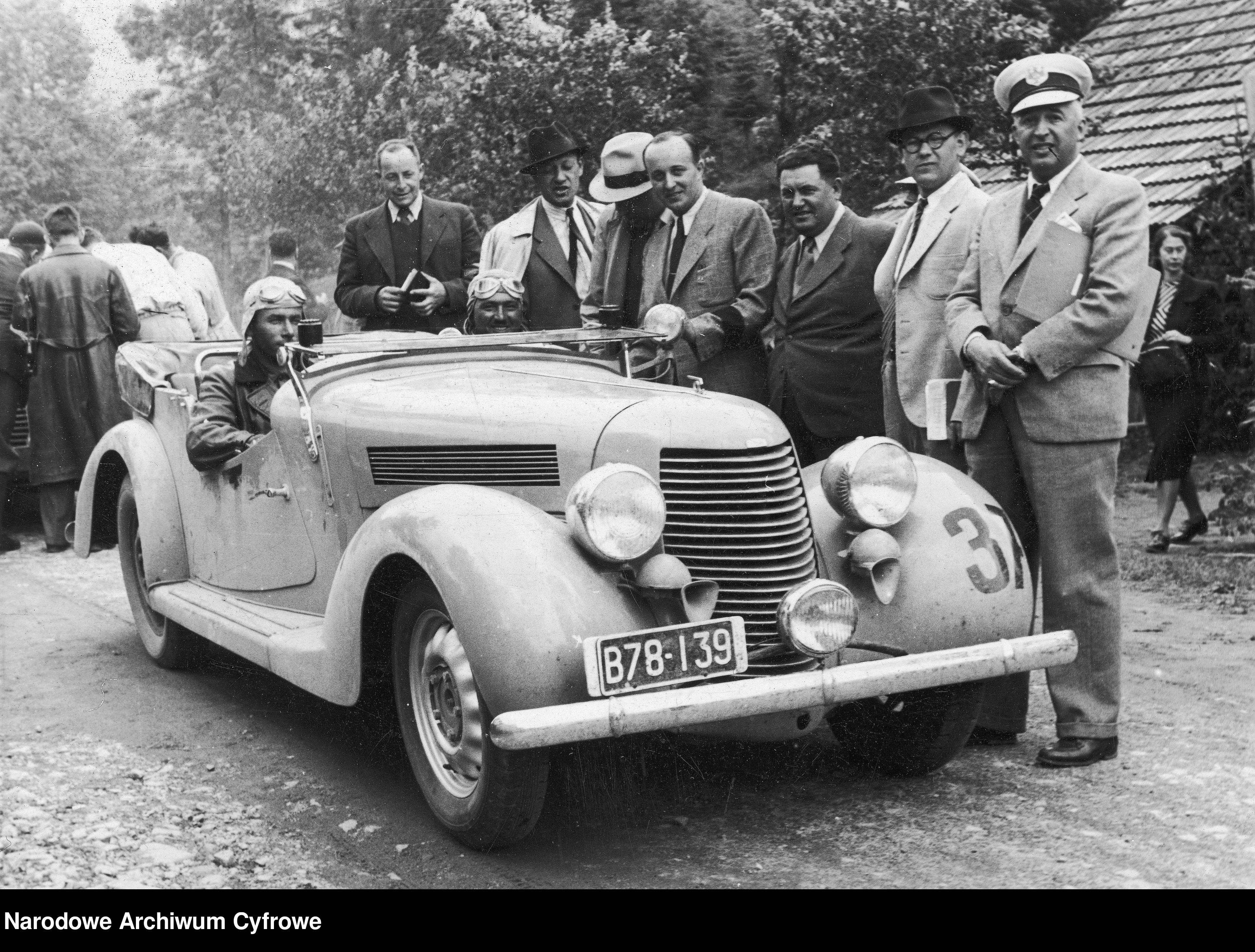
Aero 50 v Polské rallye 1939

Do Rallye Monte Carlo z Athén nemohl odstartovat původně přihlášený Vojtěchovský. Start odřekl, protože neměl spolujezdce. V III. zimní soutěži aut, která se uskutečnila 26. února 1939 v třídě do 2,0 l stupně vítězů obsadili ex aequo jezdci na Aerech 50 Vojtěchovský, Mikula a Tajč. 
Těžká mezinárodní soutěž cestovních automobilů XII. Raid Automobilklubu Polski se uskutečnila ve dnech 10. až 18. června na tratí dlouhé 4353 km, která byla rozdělena na čtyři etapy. Před zahájením, během soutěže i po jejím skončení byly zařazeny zkoušky v akceleraci a brzdění, rychlostní zkouška do vrchu Rovnice (Równica 884 m n. m.), rychlostní zkouška na silnici, dvojí jízda terénem a podobně jako při Rallye Monte Carlo i obtížná zkouška zručnosti. Hrdinou letmého kilometru bylo Polák Tarnawa, který na Aeru 50 docílil rychlosti 137 km/h. Tarnawa vyhrál i všechny další rychlostní zkoušky (do vrchu i na silnici). V třídě do 2000 cm³ obsadil Tarnawa 5. místo.
V doprovodném programu Velké ceny Bělehradu kategorie Grand Prix, která se uskutečnila 3. září 1939 (těsně po propuknutí druhé světové války) a jela se městském okruhu Kalemegdan Park, byl zařazen i závod sportovních vozů. V kategorii do 2 l Vladimír Vojtěchovský na Aero 50 obsadil v těžké konkurenci čestné 3. místo. Hlavní závod vyhrál Tazio Nuvolari na voze Auto Union typ D před Manfredem von Brauchitschem.

## Zajímavosti
Na XXVII. mezinárodním autosalonu v Praze byly vystaveny dvě zajímavé kreace typu Aero 50. Obě byly v říjnu vystaveny v expozici továrny Aero. Tovární dvoudvéřová limuzína se stahovací střechou Webasto pro dceru T.G. Masaryka p. Dr. Alici Masarykovou stála 39 800 Kč. Hana Benešová si zakoupila za 62000 Kč kabriolet Aero 50 z karosárny Sodomka. Po abdikaci a vynucené emigraci prezidentského páru v říjnu 1938 tento vůz zůstal v Čechách. Avšak na podzim 1939 byl v Londýně pro Edvarda Beneše a jeho ženu Hanu sestaven z dovezených dílů kabriolet s karoserií Sodomka. V pozdějších letech II. světové války sloužil i československému diplomatickému sboru ve Velké Británii. Do Česka se vrátil díky panu Philipu Goldsmithovi, který vůz zachránil a v roce 2012 jej věnoval Národnímu technickému muzeu, kde je tento vůz vystaven.

## Galerie

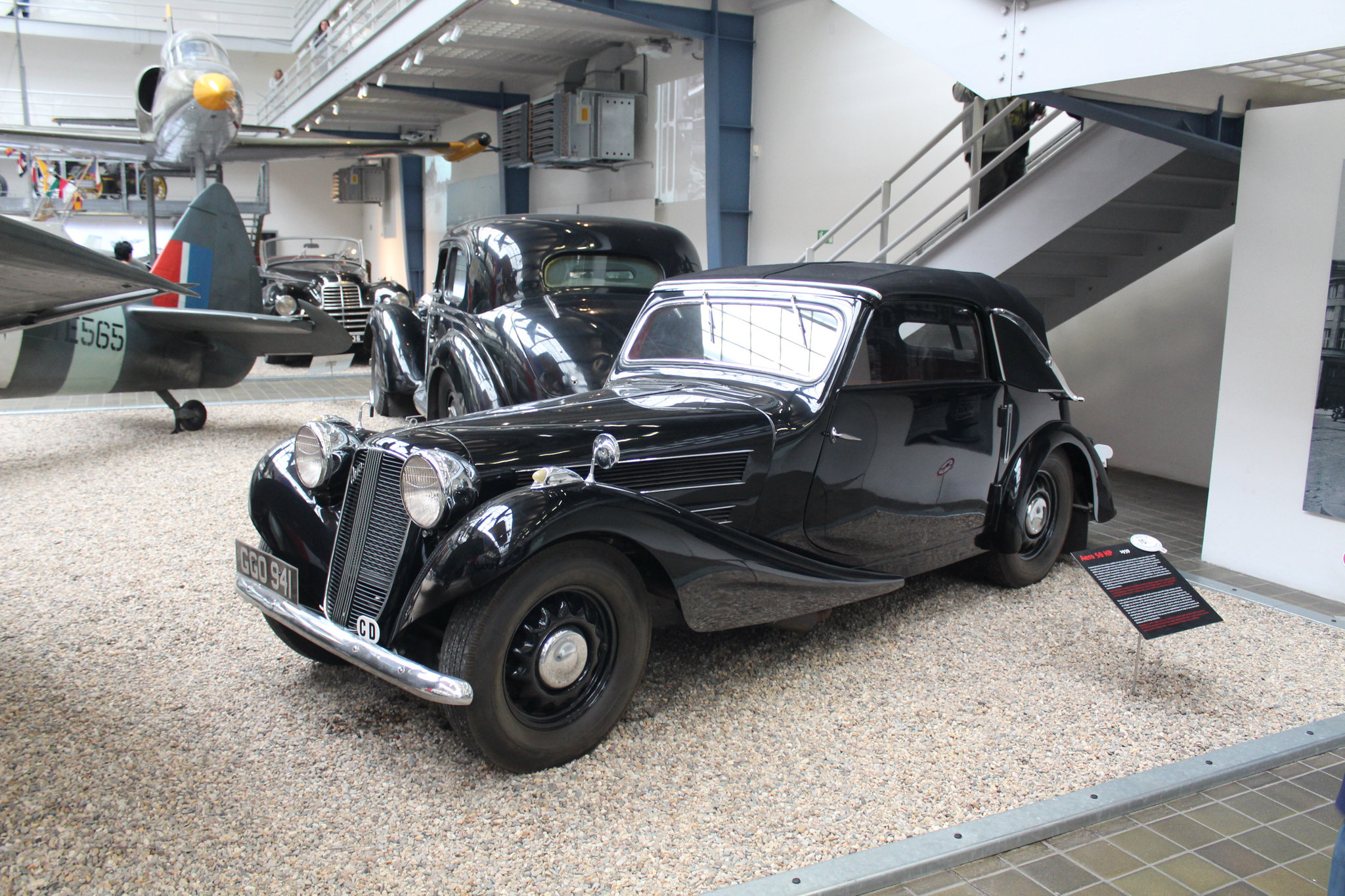
Aero 50 HP Edvarda Beneše (1939) v NTM 2019
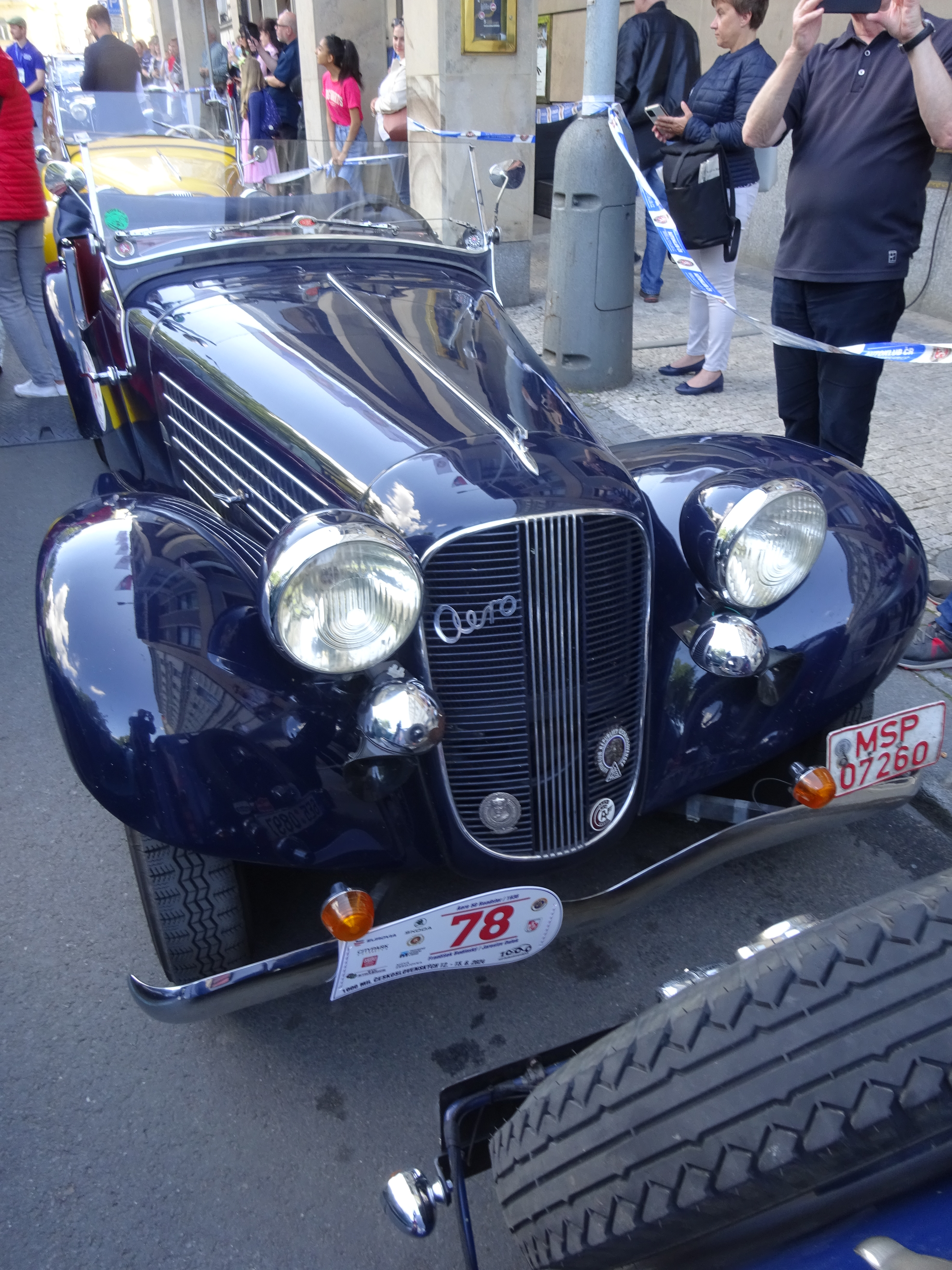
Aero 50 roadster (1936) na 1000 mil čs. 2024
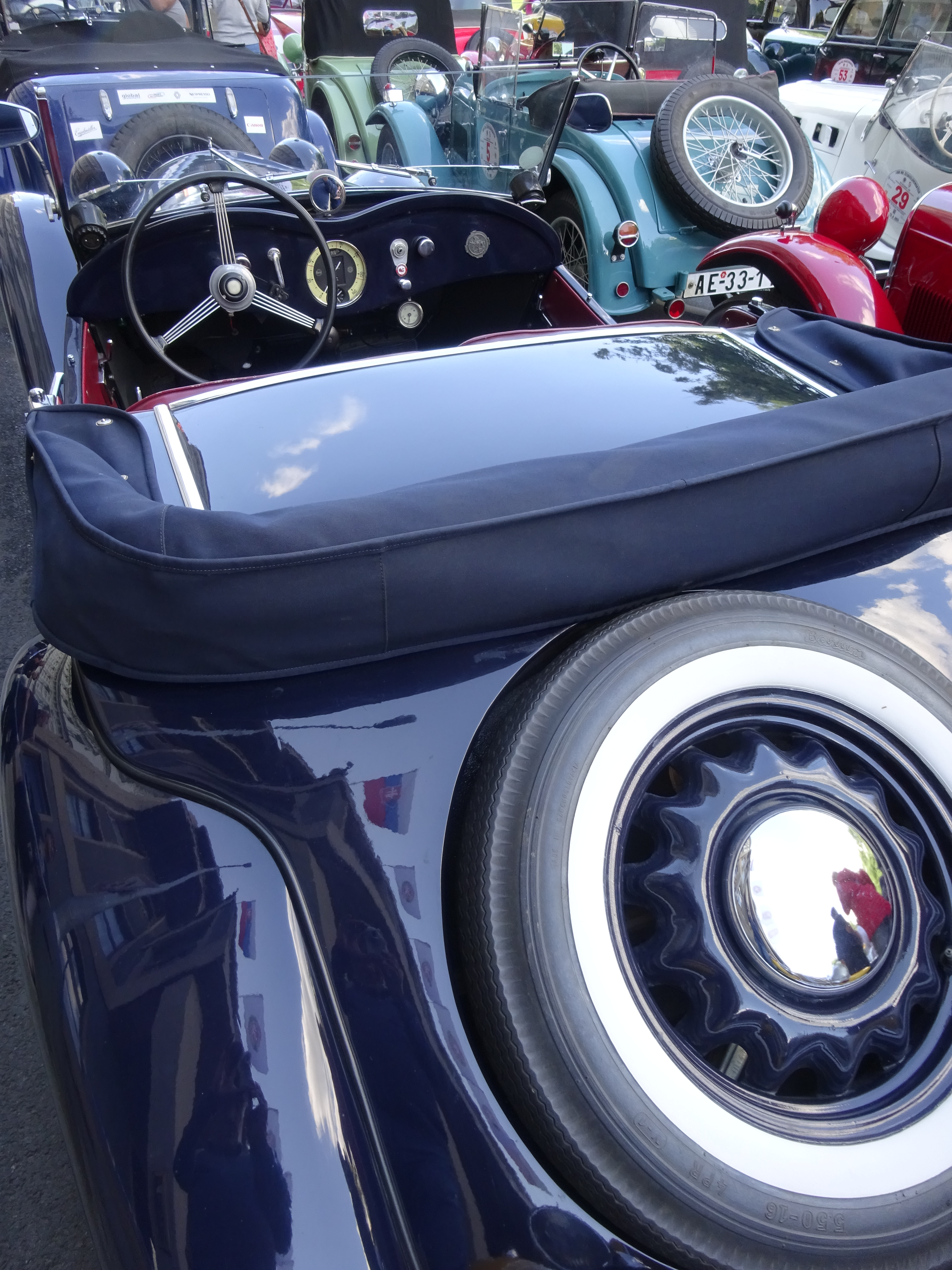
Aero 50 zadní pohled (1936) na 1000 mil čs. 2024
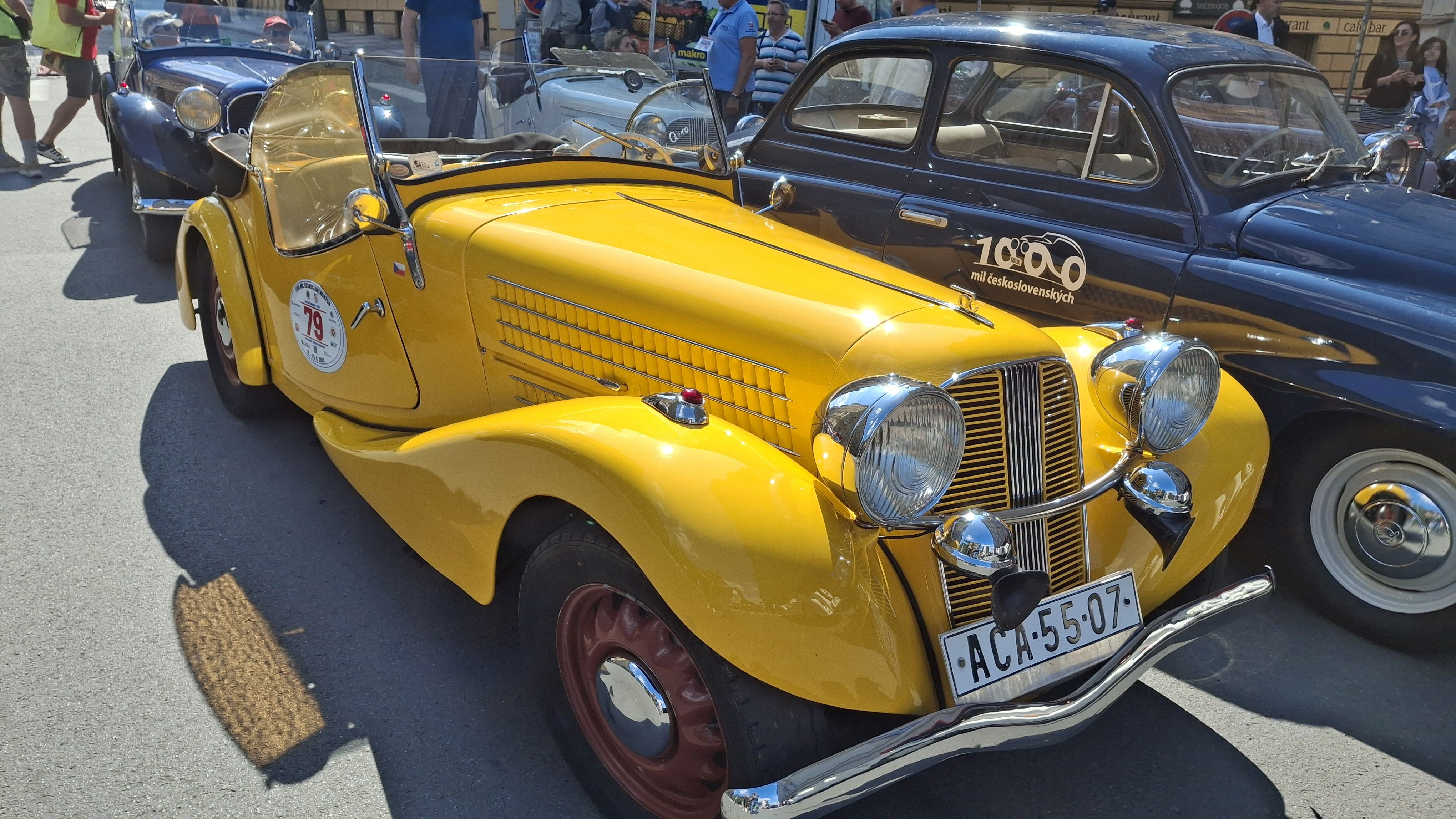
Aero 50 roadster (1937) před startem jízdy 1000 mil čs. 2025
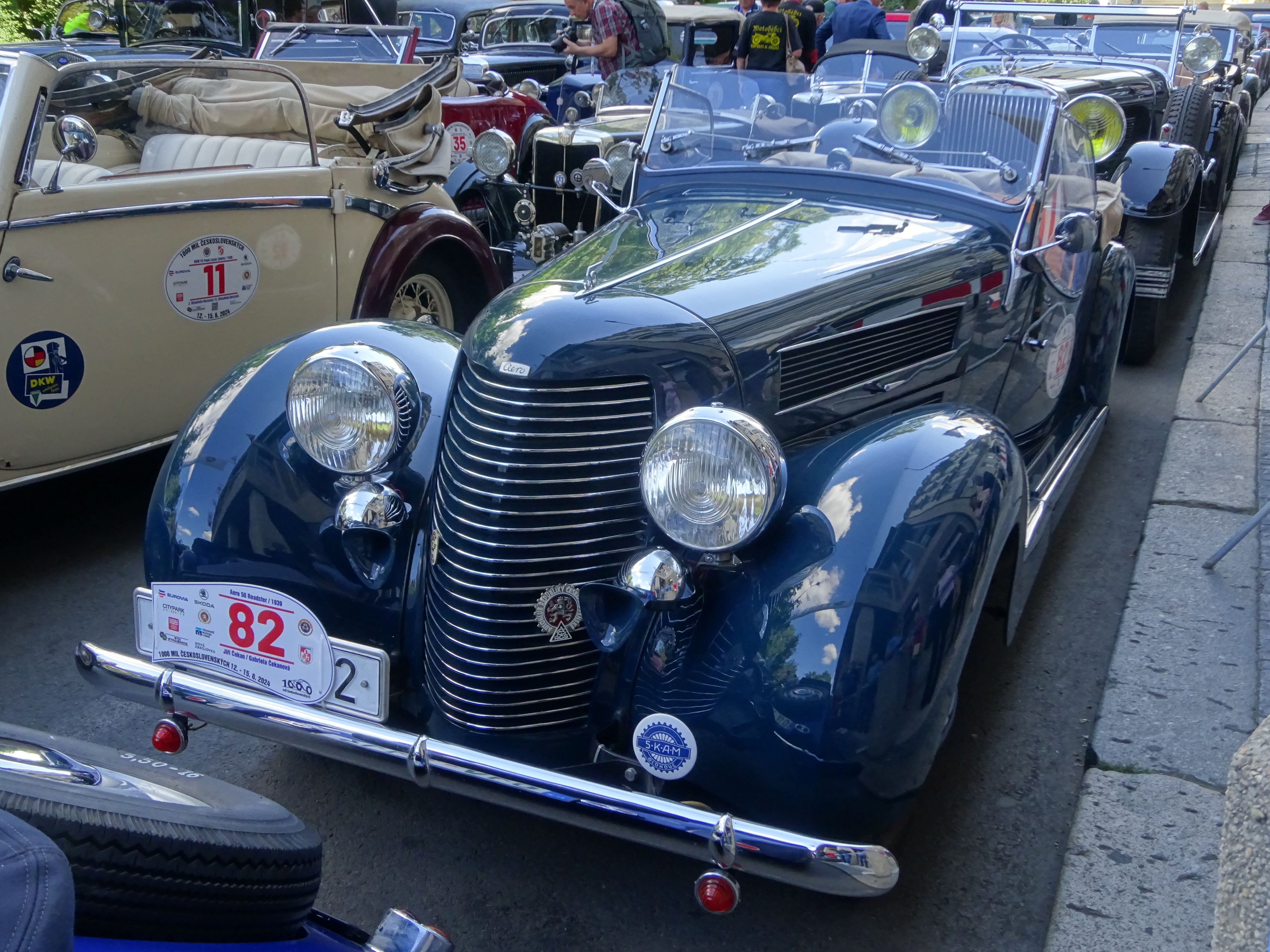
Aero 50 roadster (1939) na 1000 mil čs. 2024
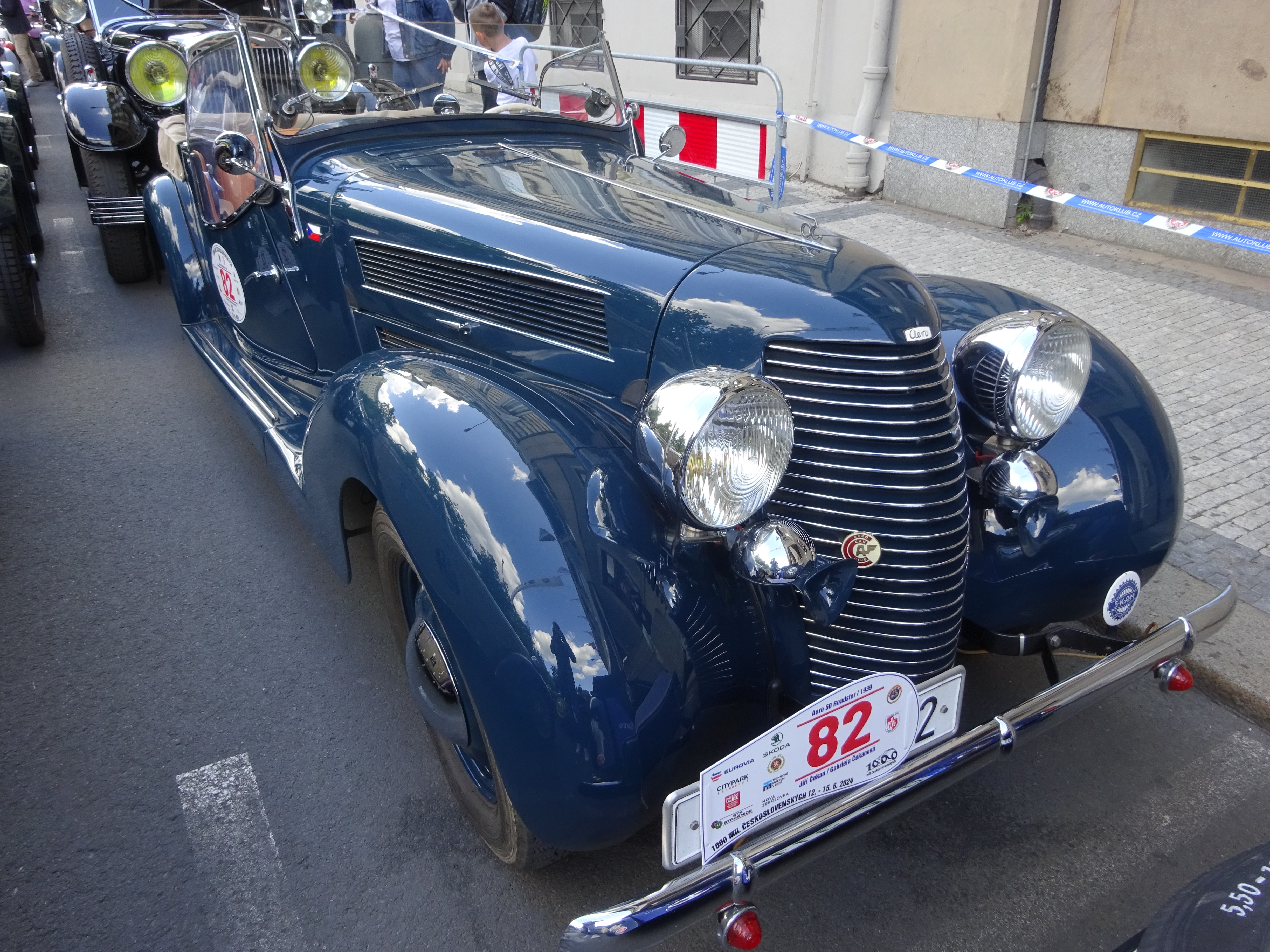
Aero 50 roadster (1939) na 1000 mil čs. 2024
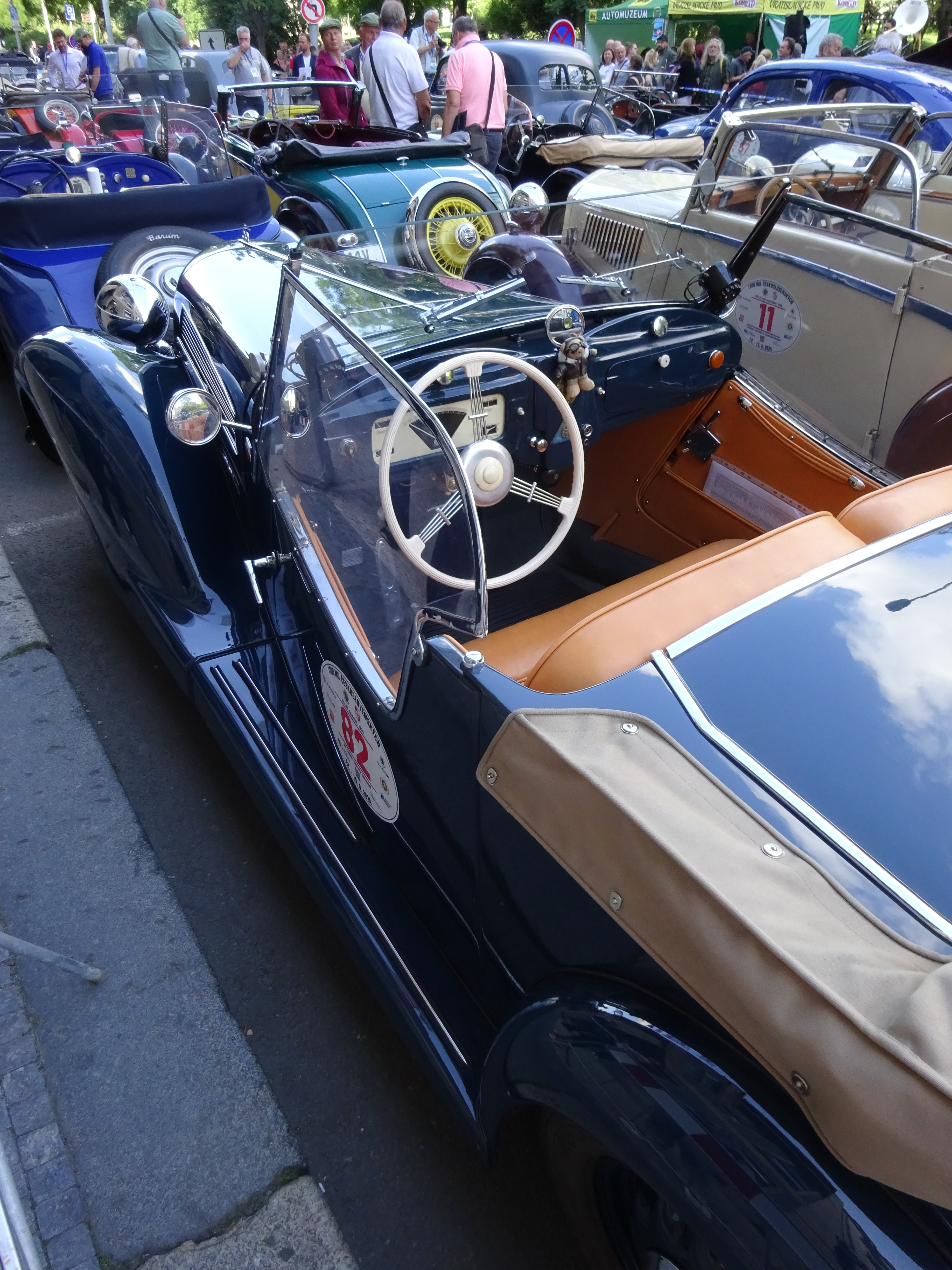
Aero 50 roadster, pracoviště řidiče (1939) na 1000 mil čs. 2024
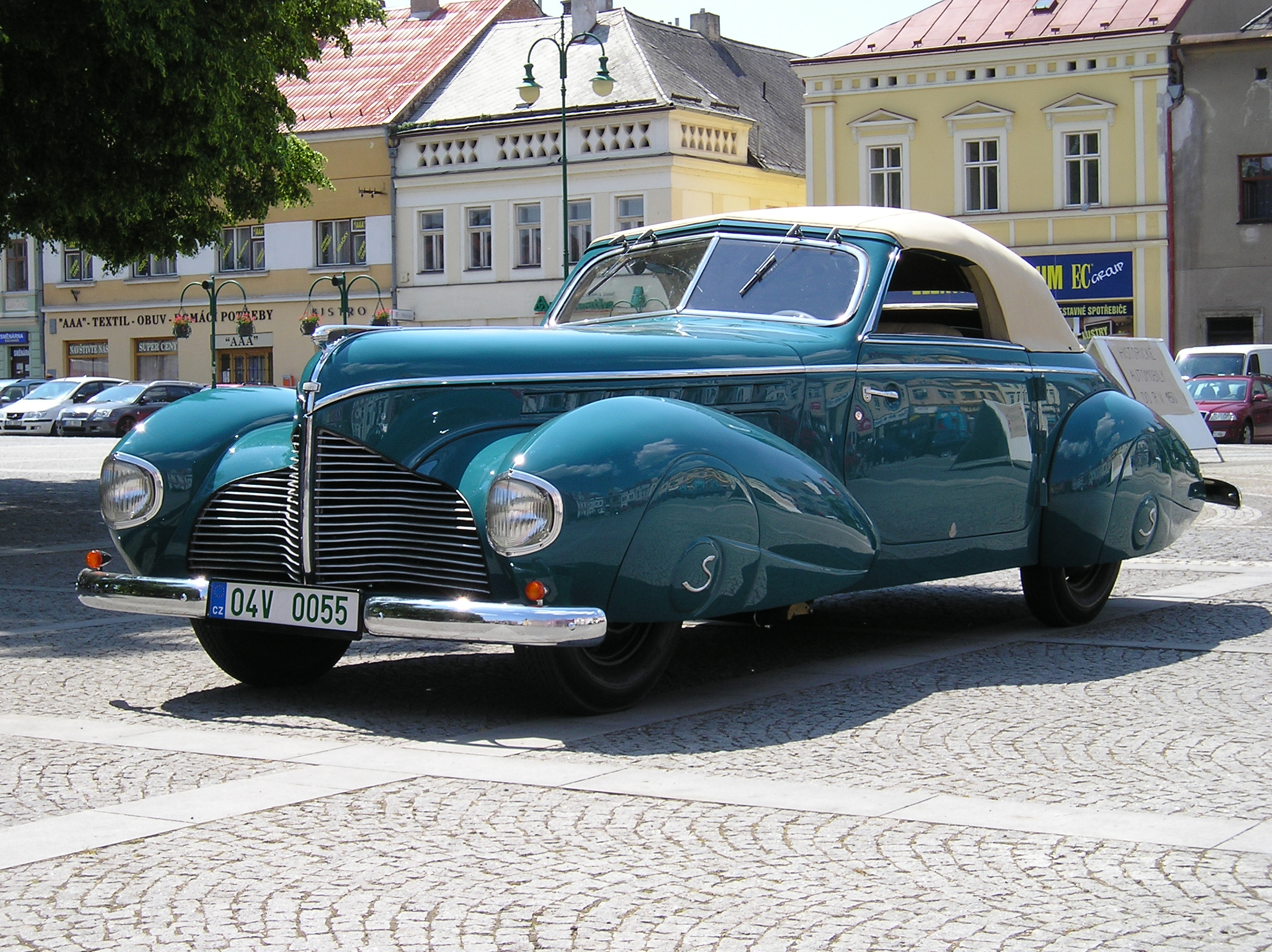
Aero 50 Dynamik, z muzea ve Vysokém Mýtě byl zrenovován v roce 2008
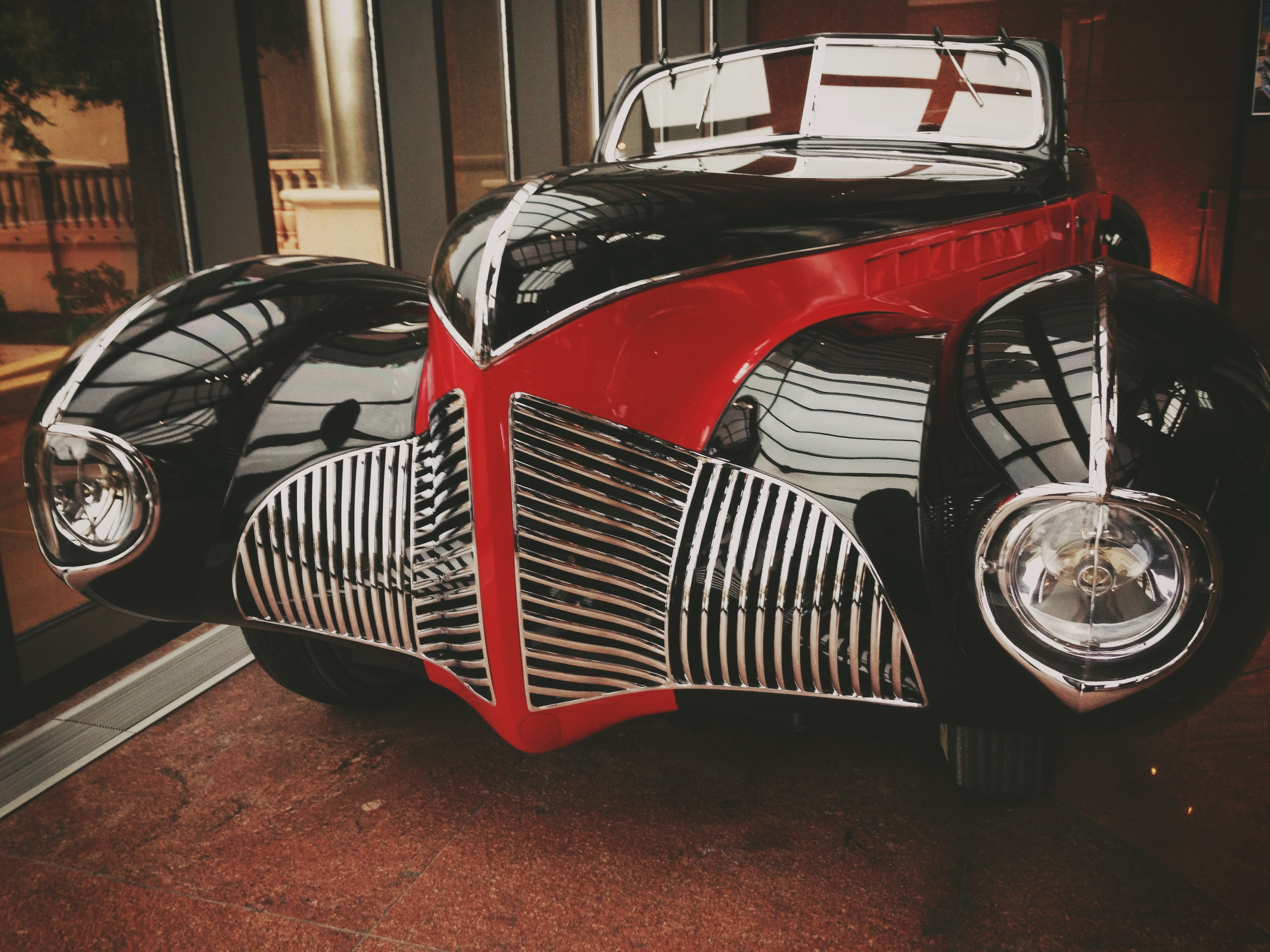
Aero 50 Arizona (1939) v Blackhawk museu (2013)